# Монтевекия
Монтевѐкия (на италиански: Montevecchia, на западноломбардски: Muntevegia, Мунтаведжа) е малко градче и община в Северна Италия, провинция Леко, регион Ломбардия. Разположено е на 479 m надморска височина. Населението на общината е 2494 души (към 2010 г.).